# Веннерберг, Гуннар
Гуннар Веннерберг (швед. Gunnar Wennerberg; 2 октября 1817, Лидчёпинг — 24 августа 1901, Замок Лекё, Вестра-Гёталанд) — шведский поэт, композитор, политик.

## Биография
Родился в семье городского викария. Брат художника Гуннара Бриньольфа Веннерберга.
В 1837 году поступил в Уппсальском университете, где изучал естественные науки, классическую филологию, философию и эстетику, а в 1846—1849 г. работал доцентом истории искусств там же. В 1849 году стал учителем в гимназии г. Скара (Швеция).
С 1867 г. — член Шведской академии. В 1870 г. был назначен министром народного просвещения, в 1875 г. стал членом государственного совета и депутатом шведского парламента.
В 1875—1877 годах был чиновником правительства шведской провинции Кроноберг. С 1888 по 1891 год вновь был министром просвещения.
Музыкальная деятельность Г. Веннерберга началась ещё в студенческие годы. Уппсальский университет и город издавна славились своими студенческими фестивалями хорового пения. Г. Веннерберг, обладавший прекрасным баритоном и выдающимся музыкальным дарованием, был душою как музыкального кружка, так и всего студенческого товарищества.
В 1848 г. появился знаменитый сборник дуэтов «Песни свободе» («Gluntarne» , Глунтарне), который прославил его имя не только как композитора, но и как поэта (тексты также принадлежит ему), и приобрёл в шведском обществе большую популярность. «Gluntarne» представляет 30 поэтических музыкальных картинок, рисующих студенческую жизнь в Уппсале; быстро сменяющиеся настроения под впечатлением различных видов природы, местностей и сцен народной жизни выражены и словами и музыкой ярко, живо и местами высоко драматично, несмотря на то, что в картинках всего два действующих лица: Glunten (подросток) и Magisteren (магистр). Кроме «Gluntarne» Г. Веннерберг написал: «De Tre» (юмористическое трио, 1850), серенаду (1851), несколько дуэтов (1853), ораторию «Рождество Христово», два гимна и 40 псалмов для голосов, соло и смешанного хора, песни для мужского хора, романсы, «Сцена в погребке Ауербаха» для соло и хора.